# Notrad

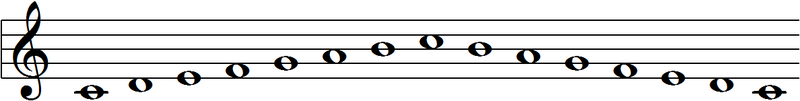
Exempel på hur noter placeras på en notrad.

En notrad eller ett notsystem (i musiksammanhang ofta bara rad eller system) är inom modern notskrift en grupp om (vanligen fem) vågräta linjer som används för att skriva på. Genom att en klav sätts i början av notlinjen kommer varje linje och mellanrum att representera en ton i den diatoniska skalan.
Flera notsystem med musik för ett och samma instrument (till exempel pianonoter) kan bindas ihop till en ackolad (namnet kommer från den klammer som används för att binda samman systemen). Flera notsystem med musik för olika instrument kan sammanställas till ett partitur.